# باغ پارسوناژ نوینن در بهار
باغ پارسوناژ نوینن در بهار (هلندی: De pastorie in Nuenen) یک نقاشی رنگ روغن است که توسط ونسان ون گوگ، نقاش هلندی سبک پست‌امپرسیونیسم، در مه ۱۸۸۴ زمانی که او در نویین با والدینش زندگی می‌کرد، خلق شده‌است. ون گوگ طراحی ها و نقاشی رنگ روغن زیادی از باغ‌های اطراف و باغ پرسوناژ کشیده است. این نقاشی از سال ۱۹۶۲ در مجموعه موزه گرونینگر قرار داشت، اما در ۳۰ مارس ۲۰۲۰ از نمایشگاهی در موزه سینگر لارن در لارن، هلند شمالی، هلند به سرقت رفت.

## دزدی و پیدا شدن
این تابلو که از موزه گرونینگر قرض گرفته شده بود، از سینگر لارن در شهر لارن شمال هلند در روز تولد ون گوگ ۳۰ مارس ۲۰۲۰ دزدیده شد. در زمان دزدی موزه به دلیل همه گیری ویروس کرونا بسته بود. در دهه های گذشته این ۲۹ مین نقاشی ون گوگ بود که دزدیده می شد. همه ۲۸ نقاشی قبلی پیدا شدند.خبرگزاری یورونیوز در تاریخ 12 آگوست طی خبری اعلام کرد که این اثر ارزشمند ون گوگ با تلاش فراوان کارآگاه  آرتور براند
که به دلیل پیدا کردن بسیاری از آثار هنری معروف دزدی شده به  ایندیانا جونز دنیای هنر معروف است بعد از 1300 روز پیدا شد.